# Halton (borough)
Halton – dystrykt o statusie borough i unitary authority w hrabstwie ceremonialnym Cheshire w Anglii.

## Miasta
- Runcorn
- Widnes

## Inne miejscowości
Daresbury, Ditton, Farnworth, Hale, Halton, Moore, Preston Brook.

## Współpraca
- Leiria, Portugalia
- Marzahn-Hellersdorf, Niemcy
- Tongling, Chińska Republika Ludowa
- Uście nad Łabą, Czechy